# Trận Awazu

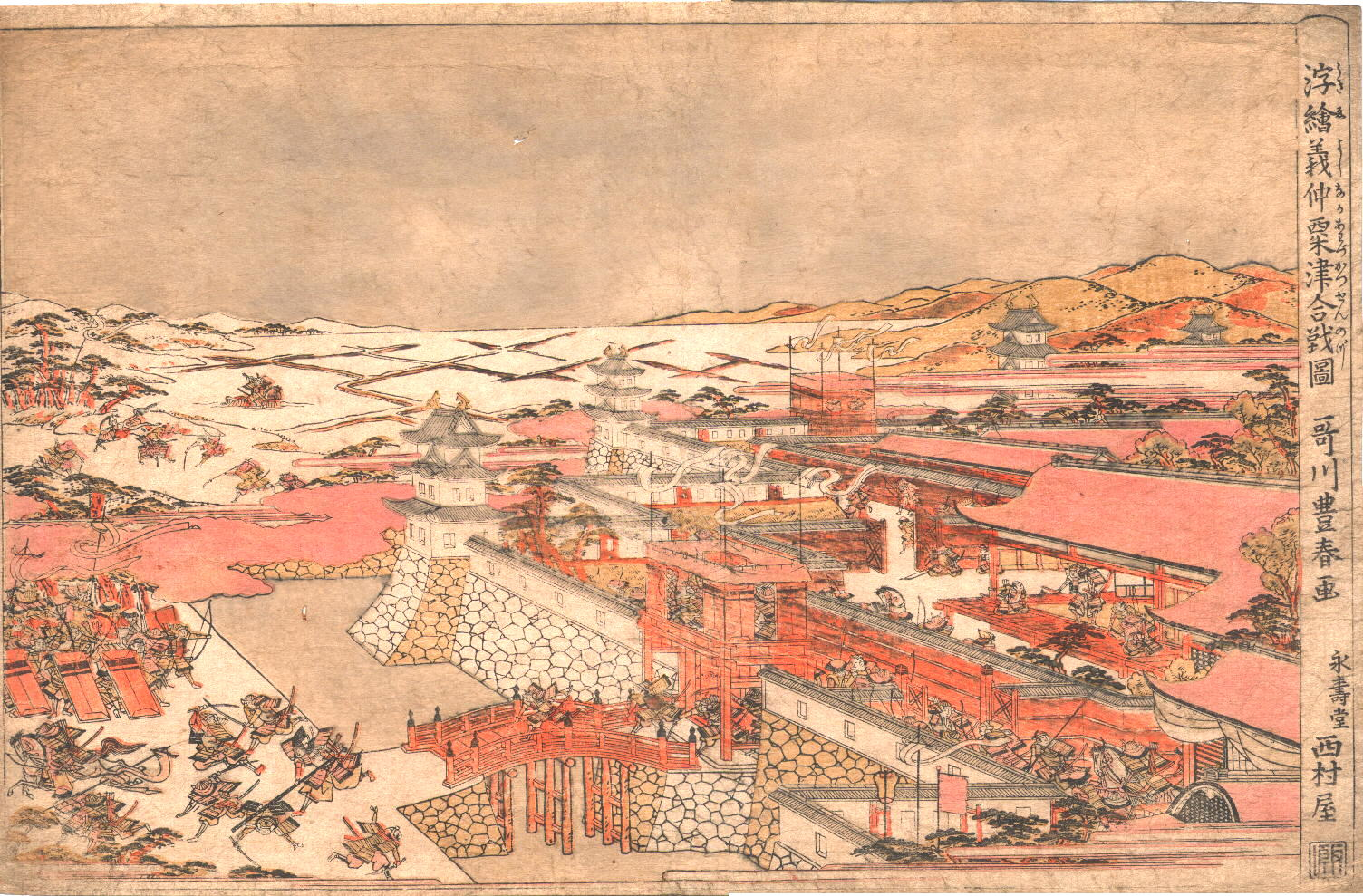
Tranh khắc gỗ về trận Awazu, của Utagawa Toyoharu, khoảng những năm 1760. Cái chết của Yoshinaka va Kanehira được vẽ ở phía xa bên trái.

Minamoto no Yoshinaka chỉ còn căn cứ cuối cùng tại Awazu, sau khi chạy trốn khỏi quân đội của Yoritomo, giao chiến với ông sau khi ông tấn công Kyoto, đốt cháy Hōjūjiden, và bắt cóc Thiên hoàng Go-Shirakawa. Trong khi bị truy kích, ông đã nhập chung cùng với quân đội của người bạn và người anh em cùng uống chung dòng sữa Imai Kanehira ở Seta; Kanehira trở thành người đồng chỉ huy cùng với Yoshinaka.
Họ chiến đấu dũng cảm trong trận đánh, cầm chần quân đội lớn đến hàng ngàn người của Noriyori một thời gian. Tuy nhiên, cuối cùng, họ đều chết: Yoshinaka bị tên bắn chết khi ngựa của ông sa vào vũng lầy trên cánh đồng lúa, và sau khi Kanehira nghe tin Yoshinaka đã bị giết, ông tự sát bằng cách nhảy khỏi ngựa khi đang gí kề vào miệng.